# باول لورنس
باول لورنس (بالإنجليزية: Paul Laurence)‏ هو كاتب أغاني أمريكي، ولد في 29 نوفمبر 1958 في نيويورك في الولايات المتحدة.

## روابط خارجية
- باول لورنس على موقع IMDb (الإنجليزية)
- باول لورنس على موقع ميوزك برينز (الإنجليزية)
- باول لورنس على موقع ديسكوغز (الإنجليزية)
- باول لورنس على موقع قاعدة بيانات الفيلم (الإنجليزية)